# Governo Andreotti I
Il Governo Andreotti I è stato il ventisettesimo esecutivo della Repubblica Italiana, il sesto e ultimo della V legislatura.
Rimase in carica dal 18 febbraio al 26 giugno 1972, per un totale di 129 giorni, ovvero 4 mesi e 8 giorni. 
Il 26 febbraio, con un totale di 152 voti a favore (DC, PLI, SVP e i senatori a vita Merzagora e Gronchi) e 158 contro, il governo non ottenne la fiducia del Senato e fu costretto a dimettersi dopo soli 8 giorni. Tale governo è stato dunque finora quello col più breve periodo di pienezza dei poteri nella storia della Repubblica Italiana, e il terzo a vedersi rifiutato il voto di fiducia dal parlamento, fatto che provocò le prime elezioni anticipate della Repubblica.

## Storia
Con le dimissioni di Emilio Colombo l'ipotesi delle elezioni anticipate prese sempre più corpo man mano che il capo dello stato effettuava le consultazioni. PSI e PRI cercarono una soluzione che potesse portare all'annullamento del referendum sul divorzio; il PSDI era favorevole all'assenso a un tripartito con DC e PLI. In questa situazione trovare un accordo era impossibile e il presidente uscente restituì l'incarico. In un estremo tentativo di salvare la legislatura venne incaricato Andreotti ma il suo governo non ottenne la fiducia. La scelta dei partiti di andare al voto rinviò di almeno un anno il problema del referendum.

## Compagine di governo

### Sostegno parlamentare
| Camera dei Deputati | Camera dei Deputati | Seggi                        |
| ------------------- | --- | ---------------------------- |
|                     | Democrazia Cristiana Totale Maggioranza | 266                          |
|                     | Partito Comunista Italiano Partito Socialista Italiano Partito Socialista Democratico Italiano Partito Liberale Italiano Movimento Sociale Italiano PSI di Unità Proletaria Partito Repubblicano Italiano PDI di Unità Monarchica Südtiroler Volkspartei Totale Opposizione | 177 62 29 31 24 23 9 6 3 364 |
| Totale              | Totale | 630                          |

| Senato della Repubblica | Senato della Repubblica | Seggi                 |
| ----------------------- | --- | --------------------- |
|                         | Democrazia Cristiana Totale Maggioranza | 135                   |
|                         | PCI-PSI di Unità Proletaria Partito Socialista Italiano Partito Socialista Democratico Italiano Partito Liberale Italiano Movimento Sociale Italiano Partito Repubblicano Italiano PDI di Unità Monarchica Südtiroler Volkspartei Totale Opposizione | 101 36 10 16 11 2 180 |
| Totale                  | Totale | 315                   |

### Appartenenza politica
- Democrazia Cristiana (DC): Presidente del Consiglio, 24 ministri, 32 sottosegretari

### Provenienza geografica
| Regione               | Presidente | Ministri | Sottosegretari | Totale |
| --------------------- | ---------- | -------- | -------------- | ------ |
| Lazio                 | 1          | -        | 5              | 6      |
| Lombardia             | -          | 3        | 4              | 7      |
| Veneto                | -          | 4        | 2              | 6      |
| Campania              | -          | 2        | 3              | 5      |
| Piemonte              | -          | 2        | 3              | 5      |
| Puglia                | -          | 2        | 2              | 4      |
| Sicilia               | -          | 1        | 3              | 4      |
| Liguria               | -          | 3        | -              | 3      |
| Calabria              | -          | 2        | 1              | 3      |
| Basilicata            | -          | 1        | 1              | 2      |
| Toscana               | -          | 1        | 1              | 2      |
| Friuli-Venezia Giulia | -          | -        | 2              | 2      |
| Marche                | -          | -        | 2              | 2      |
| Abruzzo               | -          | 1        | -              | 1      |
| Sardegna              | -          | 1        | -              | 1      |
| Emilia-Romagna        | -          | -        | 1              | 1      |
| Molise                | -          | -        | 1              | 1      |

## Composizione
| Presidenza del Consiglio dei ministri          | Presidenza del Consiglio dei ministri | Presidenza del Consiglio dei ministri             | Presidenza del Consiglio dei ministri      | Presidenza del Consiglio dei ministri                                      |
| Carica                                         | Titolare                              | Titolare                                          | Titolare                                   | Sottosegretario di Stato alla Presidenza del Consiglio                     |
| ---------------------------------------------- | ------------------------------------- | ------------------------------------------------- | ------------------------------------------ | -------------------------------------------------------------------------- |
| Presidente del Consiglio dei ministri          |                                       |                                                   | Giulio Andreotti (DC)                      | - Franco Evangelisti (DC) - Aurelio Curti (DC)                             |
| Ministri senza portafoglio                     |                                       |                                                   |                                            |                                                                            |
| Presidenza della delegazione italiana all'ONU  |                                       |                                                   | Carlo Russo (DC)                           | Carlo Russo (DC)                                                           |
| Interventi straordinari nel Mezzogiorno        |                                       |                                                   | Italo Giulio Caiati (DC)                   | Italo Giulio Caiati (DC)                                                   |
| Problemi relativi all'attuazione delle regioni |                                       |                                                   | Eugenio Gatto (DC)                         | Eugenio Gatto (DC)                                                         |
| Ricerca scientifica                            |                                       |                                                   | Fiorentino Sullo (DC)                      | Fiorentino Sullo (DC)                                                      |
| Riforma della pubblica amministrazione         |                                       |                                                   | Remo Gaspari (DC)                          | Remo Gaspari (DC)                                                          |
| Ministero                                      | Ministri                              | Ministri                                          | Ministri                                   | Sottosegretari di Stato                                                    |
| Affari esteri                                  |                                       |                                                   | Aldo Moro (DC)                             | - Mario Pedini (DC) - Angelo Salizzoni (DC)                                |
| Interno                                        |                                       |                                                   | Mariano Rumor (DC)                         | - Ernesto Pucci (DC) - Adolfo Sarti (DC)                                   |
| Grazia e giustizia                             |                                       |                                                   | Guido Gonella (DC)                         | - Erminio Pennacchini (DC)                                                 |
| Bilancio e programmazione economica            |                                       |                                                   | Paolo Emilio Taviani (DC)                  | - Dario Antoniozzi (DC)                                                    |
| Finanze                                        |                                       |                                                   | Giuseppe Pella (DC)                        | - Luigi Borghi (DC) - Barbaro Lo Giudice (DC)                              |
| Tesoro                                         |                                       |                                                   | Emilio Colombo (DC)                        | - Antonio Bisaglia (DC) - Bonaventura Picardi (DC) - Giuseppe Sinesio (DC) |
| Difesa                                         |                                       |                                                   | Franco Restivo (DC)                        | - Vito Lattanzio (DC)                                                      |
| Pubblica istruzione                            |                                       |                                                   | Riccardo Misasi (DC)                       | - Elio Rosati (DC) - Giovanni Zonca (DC)                                   |
| Lavori pubblici                                |                                       |                                                   | Mario Ferrari Aggradi (DC)                 | - Vincenzo Russo (DC)                                                      |
| Agricoltura e foreste                          |                                       |                                                   | Lorenzo Natali (DC)                        | - Attilio Iozzelli (DC) - Giovanni Venturi (DC)                            |
| Trasporti e aviazione civile                   |                                       |                                                   | Oscar Luigi Scalfaro (DC)                  | - Onorio Cengarle (DC) - Sebastiano Vincelli (DC)                          |
| Poste e telecomunicazioni                      |                                       |                                                   | Giacinto Bosco (DC)                        | - Bernardo D'Arezzo (DC)                                                   |
| Industria, commercio e artigianato             |                                       |                                                   | Silvio Gava (DC)                           | - Loris Biagioni (DC)                                                      |
| Sanità                                         |                                       |                                                   | Athos Valsecchi (DC)                       | - Maria Pia Dal Canton (DC) - Girolamo La Penna (DC)                       |
| Commercio con l'estero                         |                                       |                                                   | Camillo Ripamonti (DC)                     | - Corrado Belci (DC)                                                       |
| Marina mercantile                              |                                       |                                                   | Gennaro Cassiani (DC)                      | - Vittorio Cervone (DC)                                                    |
| Partecipazioni statali                         |                                       |                                                   | Flaminio Piccoli (DC) (fino al 31/05/1972) | - Vincenzo Scarlato (DC)                                                   |
| Partecipazioni statali                         |                                       | Giulio Andreotti (DC) ad interim (dal 31/05/1972) |                                            | - Vincenzo Scarlato (DC)                                                   |
| Lavoro e previdenza sociale                    |                                       |                                                   | Carlo Donat-Cattin (DC)                    | - Fernando De Marzi (DC) - Leandro Rampa (DC) - Mario Toros (DC)           |
| Turismo e spettacolo                           |                                       |                                                   | Giovanni Battista Scaglia (DC)             | - Renzo Forma (DC)                                                         |

## Cronologia

### Gennaio
- 16 gennaio: il presidente della Repubblica Giovanni Leone avvia le consultazioni. La DC preme per un governo che, a prescindere dalla formula, porti a compimento la legislatura. PSI e PRI condizionano l'eventuale accordo per una riedizione del centro-sinistra alla risoluzione del problema del referendum sul divorzio. PCI e PSIUP da una parte, liberali e missini dall'altra, ritengono che la strada delle elezioni anticipate sia la più logica per uscire dalla crisi di una formula di governo ben più che logorata. Uditi tutti i pareri Leone reincarica Colombo, che deve però rinunciare per le insanabili divisioni interne nella DC tra chi vuole proseguire la legislatura e chi vuole andare a elezioni.
Nel nuovo giro di consultazioni Leone prende atto dell'impossibilità di formare un governo organico di centro-sinistra. Solo il PSDI concorda con la linea del presidente incaricato per un governo DC-PSDI con l’appoggio del PLI. La Direzione avanza tre ipotesi di governo elettorale: monocolore, governo di coalizione, rinvio alle Camere del governo Colombo. Dal dibattito emerge tuttavia la preferenza per un governo monocolore, ipotesi che trova contrario Aldo Moro.
L'incarico viene conferito a Giulio Andreotti che, con l'appoggio della direzione democristiana, costituisce un governo monocolore cui si oppongono la Base, Forze Nuove e gli Amici di Moro.
- 16 febbraio: Andreotti presenta la lista dei ministri.
- 18 febbraio: il governo giura nelle mani del Capo dello Stato. Nello stesso giorno si svolge il primo Consiglio dei ministri per la nomina dei sottosegretari. Viene fissata la data del referendum: si voterà l'11 e il 12 giugno.
- 24-26 febbraio: Andreotti presenta il governo al Senato. La mozione di fiducia viene respinta con 158 voti contrari e 151 a favore (DC, PLI, altoatesini, i senatori a vita Gronchi e Merzagora). Andreotti rassegna le dimissioni al presidente della Repubblica.
- 28 febbraio: preso atto che non è possibile formare una maggioranza il Capo dello Stato decreta per la prima volta lo scioglimento anticipato delle camere. Le elezioni sono convocate per il 7 maggio. Il referendum è rinviato alla primavera del 1972.